# Thilo Leugers
Thilo Leugers (Lingen, 9 januari 1991) is een voormalig Duits voetballer. Vanaf 2002 kwam hij uit voor FC Twente, waar hij tot medio 2014 onder contract stond. Van 2016 tot 2022 speelde hij voor SV Meppen.

## Carrière
Leugers voetbalde in zijn jeugd voor SV Heidekraut in de Duitse gemeente Andervenne. In 2002 belandde hij op 11-jarige leeftijd via een talentendag en een aantal proeftrainingen bij FC Twente. Vanaf de oprichting in 2003 maakte hij deel uit van de voetbalacademie FC Twente/Heracles Almelo. In 2009 maakte hij de overstap van de voetbalacademie naar Jong FC Twente en tekende hij zijn eerste contract bij Twente.
Door blessures van onder andere Nicky Kuiper en Dwight Tiendalli werd Leugers in oktober 2010 als linksback bij de selectie van het eerste elftal van FC Twente gehaald. Op 30 oktober 2010 maakte hij zijn debuut in de Eredivisie in het Philips Stadion tegen PSV. In ongeveer een maand tijd startte hij acht keer in de basis, onder andere in wedstrijden tegen Werder Bremen en Internazionale in de Champions League. In totaal kwam Leugers tot dertien optredens en won hij de KNVB beker met de club.
In seizoen 2012/13 werd Leugers verhuurd aan NAC Breda. Aan het einde van dat seizoen keerde hij terug naar FC Twente. In het seizoen 2013/2014 behoorde Leugers tot de selectie van Jong FC Twente, dat vanaf dat seizoen uitkwam in de Eerste divisie. FC Twente maakte in maart 2014 bekend het in juli aflopende contract van Leugers niet te verlengen.
Vanaf december 2014 kwam hij uit voor Atlético Baleares in de Segunda División B. In 2016 vertrok hij hier naar SV Meppen. Met deze ploeg werd hij in zijn eerste seizoen kampioen van Regionalliga Nord, waardoor hij met de club promoveerde naar 3. Liga. In mei 2022 werd bekend dat Leugers stopte met voetballen. In de voorbereiding van het seizoen 2021/2022 scheurde hij een kruisband van zijn knie en moest maanden revalideren. Uiteindelijk besloot hij toch te stoppen.
Na zijn voetbalcarrière was hij nog kortstondig technisch directeur van SV Meppen. 

## Erelijst
- Otten Cup: 2008 (VA FC Twente/Heracles)
- KNVB beker: 2011 (FC Twente)
- Johan Cruijff Schaal: 2012 (FC Twente)
- Regionalliga Nord: 2016/2017 (SV Meppen)

## Statistieken
| Seizoen         | Club              | Competitie         | Competitie | Competitie | Beker | Beker | Europees | Europees | Overig | Overig | Totaal | Totaal |
| Seizoen         | Club              | Competitie         | Wed.       | Dlp.       | Wed.  | Dlp.  | Wed.     | Dlp.     | Wed.   | Dlp.   | Wed.   | Dlp.   |
| --------------- | ----------------- | ------------------ | ---------- | ---------- | ----- | ----- | -------- | -------- | ------ | ------ | ------ | ------ |
| 2010/11         | FC Twente         | Eredivisie         | 8          | 0          | 2     | 0     | 3        | 0        | 0      | 0      | 13     | 0      |
| 2011/12         | FC Twente         | Eredivisie         | 4          | 0          | 2     | 0     | 2        | 0        | 1      | 0      | 9      | 0      |
| 2012/13         | → NAC Breda       | Eredivisie         | 14         | 0          | 1     | 0     | —        | —        | —      | —      | 15     | 0      |
| 2013/14         | Jong FC Twente    | Eerste divisie     | 9          | 0          | —     | —     | —        | —        | —      | —      | 9      | 0      |
| 2014/15         | Atlético Baleares | Segunda División B | 12         | 0          | —     | —     | —        | —        | —      | —      | 12     | 0      |
| 2015/16         | Atlético Baleares | Segunda División B | 28         | 1          | —     | —     | —        | —        | —      | —      | 28     | 1      |
| 2016/17         | SV Meppen         | Regionalliga Nord  | 33         | 3          | 2     | 1     | —        | —        | —      | —      | 35     | 4      |
| 2017/18         | SV Meppen         | 3.Liga             | 34         | 3          | 1     | 0     | —        | —        | —      | —      | 35     | 3      |
| 2018/19         | SV Meppen         | 3.Liga             | 31         | 3          | 4     | 0     | —        | —        | —      | —      | 35     | 3      |
| 2019/20         | SV Meppen         | 3.Liga             | 20         | 2          | —     | —     | —        | —        | —      | —      | 20     | 2      |
| 2020/21         | SV Meppen         | 3.Liga             | 4          | 0          | —     | —     | —        | —        | —      | —      | 4      | 0      |
| Carrière totaal | Carrière totaal   | Carrière totaal    | 197        | 12         | 12    | 1     | 5        | 0        | 1      | 0      | 215    | 13     |

Laatste update: 22 juli 2021.